# Guignicourt-sur-Vence
 Guignicourt-sur-Vence  es una población y comuna francesa, en la región de Champaña-Ardenas, departamento de Ardenas, en el distrito de Charleville-Mézières y cantón de Flize.
Está integrada en la Communauté de communes des Crêtes Préardennaises.

## Demografía
| 242 | 269 | 267 | 257 | 313 | 317 |
| Para los censos de 1962 a 1999 la población legal corresponde a la población sin duplicidades (Fuente: INSEE [Consultar]) |     |     |     |     |     |

## Puntos de interés
- Arboretum de Guignicourt-sur-Vence